# مسلك المجاري

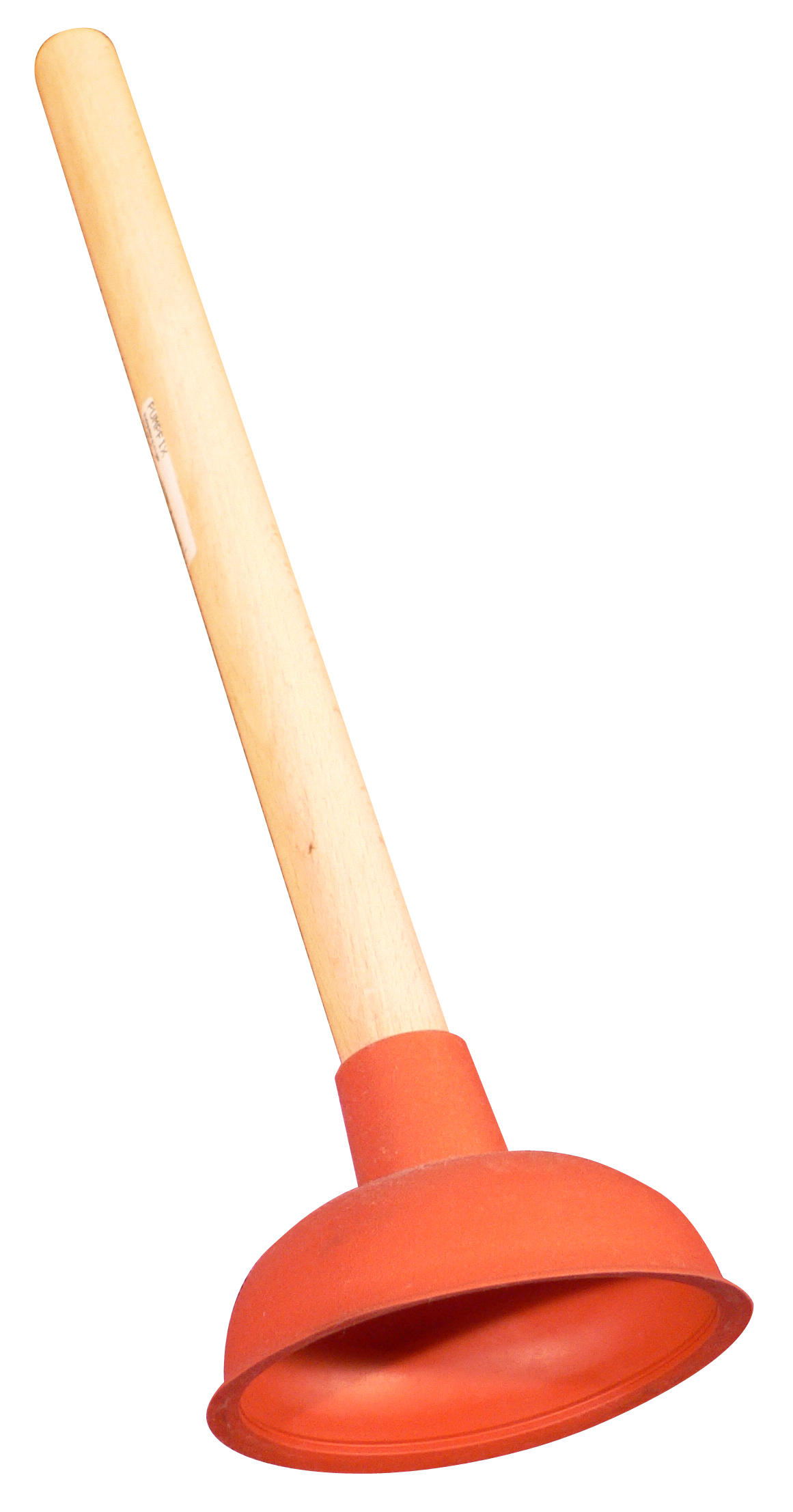
مخّاضة

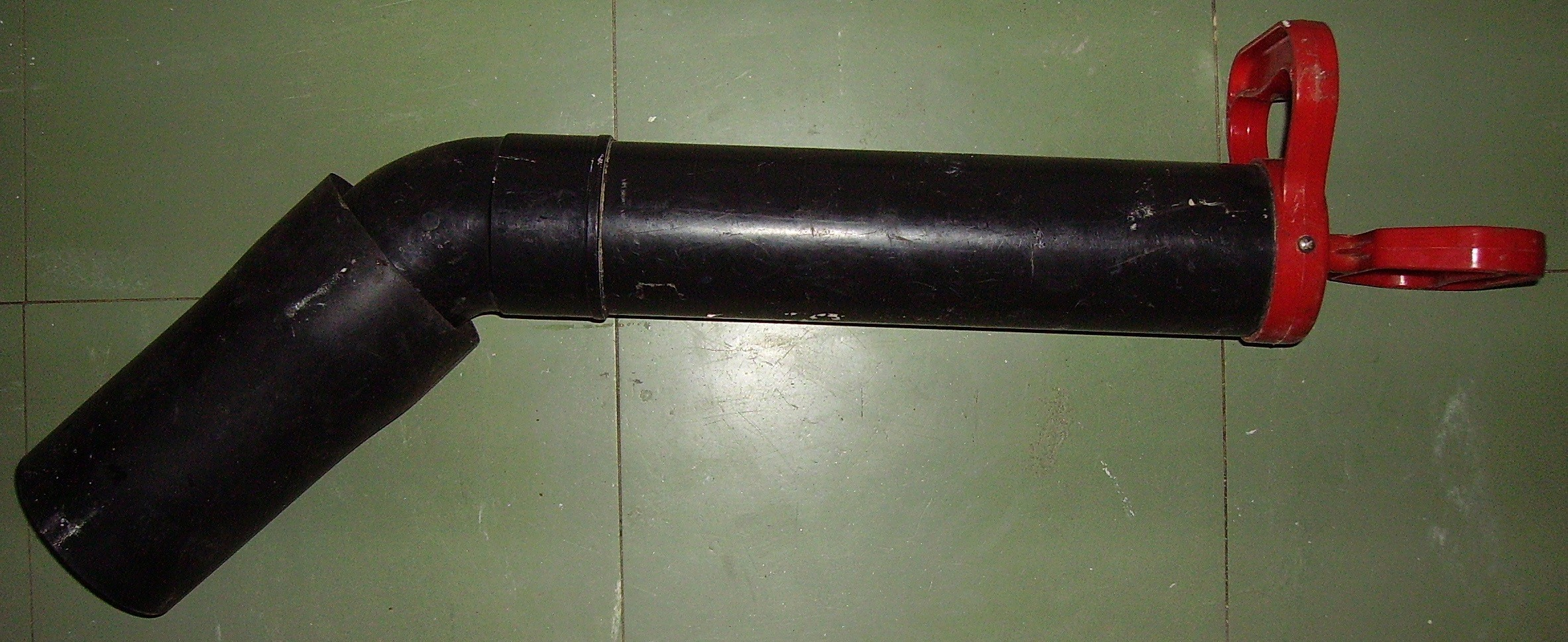
مسلك المجاري ذو مضخة هواء.

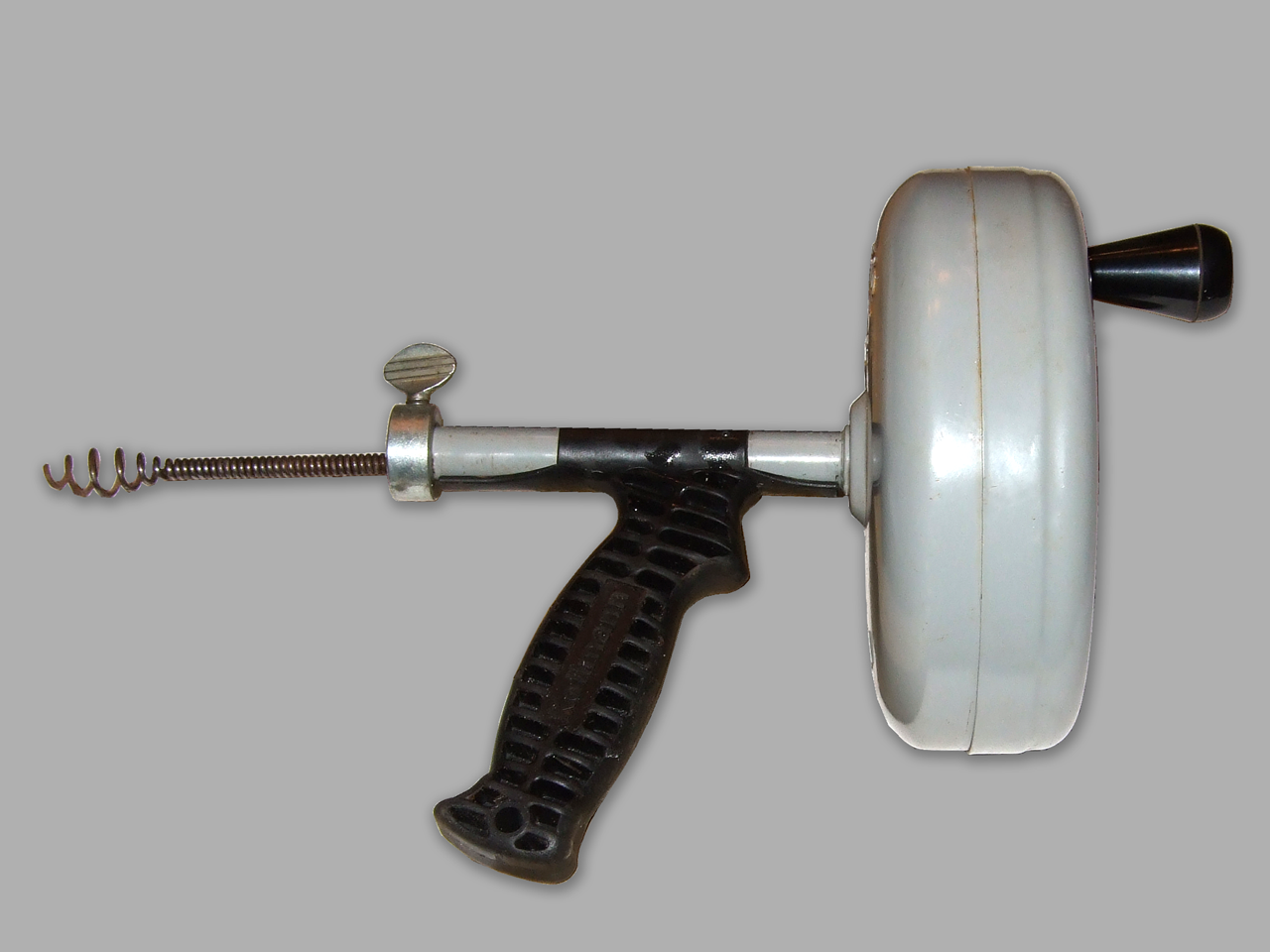
بريمة السباك

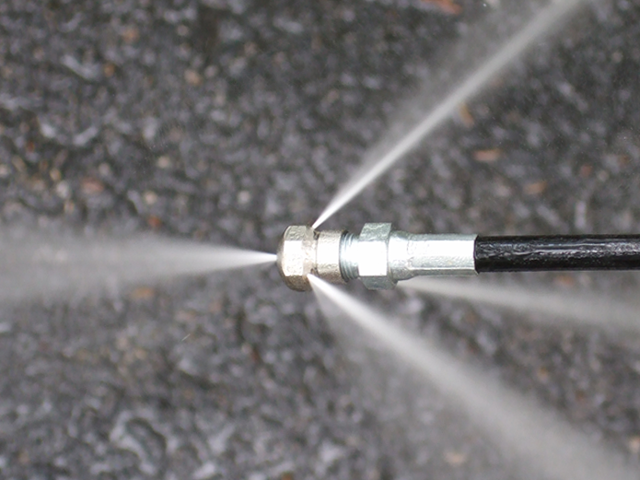
جهاز دوار للمياه ذات الضغط العالي.

تسليك أنبوب بجهاز الماء عالي الضغط الدوار.

مُسَلِّك المجاري أو مُسَلِّك البالوعات هو جهاز ميكانيكي أو مادة مصممة لتسليك أحواض الغسيل وأحواض المطابخ والأنابيب. يمكن أن تكون المادة كيميائية: حمضية أو قاعدية (قلوية) أو عضوية، ومعبأة في صورة سائلة أو صلبة.

## الأدوات الميكانيكية
هناك أدوات ميكانيكية تحافظ البيئة:
- إزالة/تنظيف/إعادة تركيب المصيدة وتنظيفها؛
- استخدام مخّاضة؛
- جهاز هواء عالي الضغط، على نفس مبدأ المخّاضة.
- مثقب السباك[الإنجليزية] (أداة مزودة بلقمة ثقب) ومسبار ثاقب.
- جهاز المياه الدوار ذو الضغط العالي.

## مسلكات المجاري الكيميائية
تعد المواد الكيميائية المسلكة للمجاري خطرة، ويمكن أن تسبب حروقًا خطيرة، وهي سامة للكائنات المائية.

### مسلكات المجاري القاعدية
تحتوي مسلكات المجاري القاعدية أساسًا على هيدروكسيد الصوديوم (صودا كاوية)، ويحتوي بعضها على هيدروكسيد البوتاسيوم. وهي متوفرة في شكل سائل أو صلب.

قد تحتوي السوائل على هيبوكلوريت الصوديوم (أحد مكونات ماء جافيل) وصودا (هيدروكسيد الصوديوم أو البوتاسيوم) بتركيزات تصل إلى 50%.

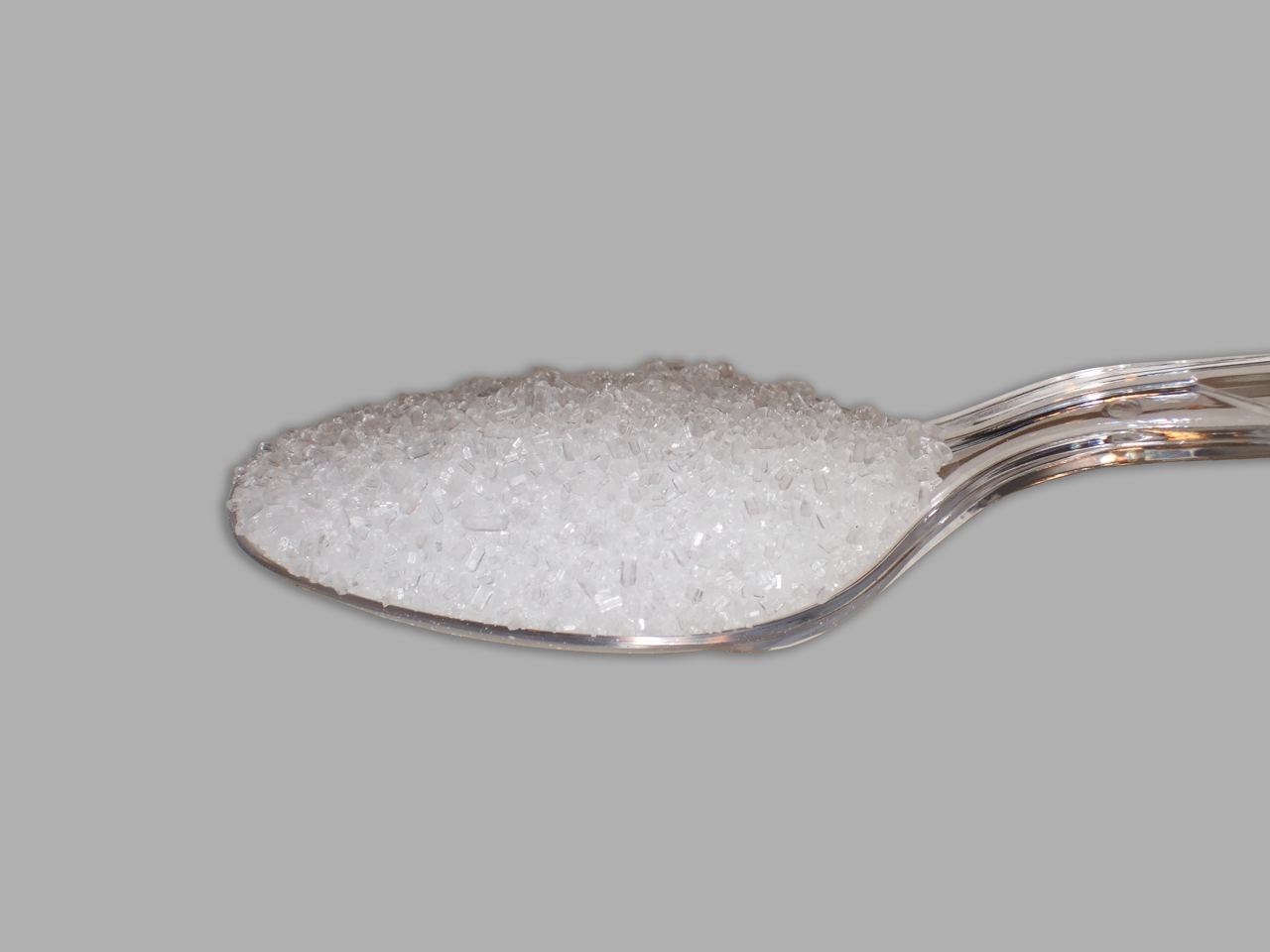
مسلك المجاري على شكل حبيبات
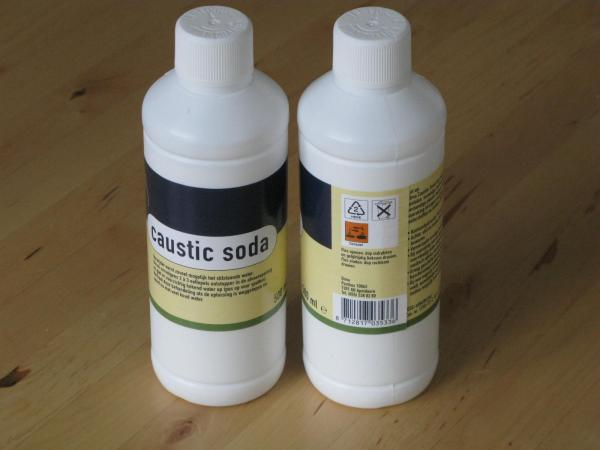
صودا كاوية مستعملة كمسلك للمجاري

### مسلكات المجاري الحمضية
تحتوي مسلكات المجاري الحمضية في أغلب الأحيان على حمض الكبريتيك. هذا يمكن أن يذيب البروتينات والمواد الدهنية عن طريق التحلل المائي، وورق المرحاض عن طريق تفاعل نزع الماء.

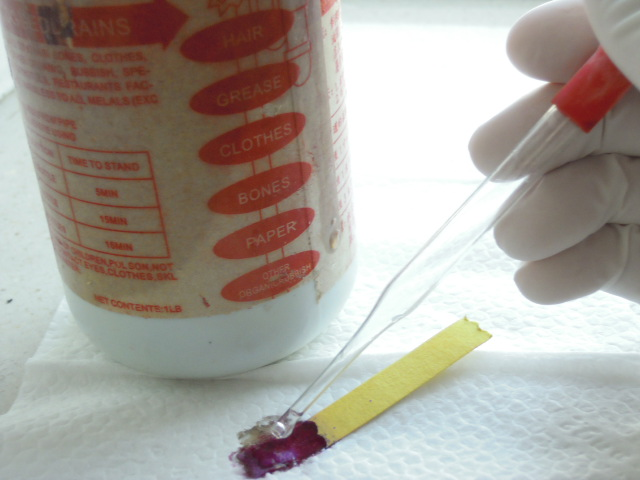
مسلك المجاري يحتوي على حمض الكبريتيك H2SO4 المركز.